# 費寀
費寀（1483年—1548年），字子和，號鍾石，江西鉛山横林（今河口鎮柴家村）人，祖籍湖廣永興（今湖北陽新），明朝政治人物，正德辛未進士，嘉靖朝官至禮部尚書。名臣费宏是其從兄。

## 生平
正德六年（1511年）登進士，授庶吉士，授翰林院編修，任經筵官。嘉靖四年（1525年）任編修兼任左春坊左贊善。嘉靖六年（1527年）外任南京尚寶司卿，兩年后回任右春坊右庶子，兼翰林院侍講。嘉靖十二年（1533年）任南京通政使司右通政。次年，任南京國子監祭酒。嘉靖十四年（1535年）擔任南京禮部右侍郎、次年改南京吏部右侍郎。嘉靖二十年（1541年）回北京任兵部左侍郎。次年，改禮部左侍郎，兼翰林院學士，掌翰林院。嘉靖二十三年（1544年）任禮部尚書，掌詹事府事、殿試讀卷官。次年，加太子少保。嘉靖二十六年（1547年）加太子太保。次年八月加少保，十二月十三日卒，享年六十六，諡文通。

## 著作
著有《少保文通公摘稿》、《憂患稿》、《歸閑稿》、《金陵稿》、《燕台稿》、《南宫奏議》、《鍾石集》、《禮部集》、《費文通選要集》等。

## 家庭及關聯
曾祖父費榮；祖父費應麒，贈資政大夫禮部尚書；父費璵，母張氏。慈侍下。费寀生五子：长子费懋学，以荫授左府都事，升后府经历，调詹事府主簿；次懋升、懋谦、同寿、有寿。